# Amblyomma compressum
Amblyomma compressum (лат.) — вид клещей рода Amblyomma из семейства Ixodidae. Африка: от Сенегала и на восток до Кении, на юг до Намибии, Ботсваны, ЮАР и Мозамбика. Первоначально вид был описан под названием Adenopleura compressum Macalister, 1872. Среди других синонимов такие таксоны как Amblyomma (adenopleura) compressum Santos Dias, 1993, Amblyomma compressum Schulze, 1941, Haemalastor compressum Oudemans, 1939, Amblyomma javanense Schulze, 1937, Amblyomma cuneatum Neumann, 1899. Паразитируют на панголинах рода Manis, кровью которых питаются все стадии развития этого клеща.